# T20 (tourisme)
 (novembre 2017).
Le T20 regroupe les ministres du tourisme du G20, c’est-à-dire les plus hautes autorités responsables du tourisme dans les pays membres du G-20. L'Espagne a été admise comme un invité permanent par les membres du T20. Le T20 vise à faire du tourisme un moteur de création d’emplois et de croissance économique. Créé en 2010, le T20 est une initiative des membres ayant le plein appui de l'Organisation mondiale du tourisme (OMT). Le T20 n'est pas officiellement lié au G20 ou à sa structure institutionnelle. Il y a cependant une forte synergie entre le T20 et le G20, notamment sur la reprise économique, l'emploi, l'économie verte, le commerce, l'investissement et le développement.

## États membres
| - Afrique du Sud - Allemagne - Arabie saoudite - Argentine - Australie | - Brésil - Canada - Chine - Corée du Sud - États-Unis | - France - Inde - Indonésie - Italie - Japon | - Mexique - Royaume-Uni - Russie - Turquie - Union européenne |

## État invité
- Espagne

## Historique
L’initiative d’un T20 a été lancée le mercredi 7 octobre 2009 pendant un déjeuner de travail regroupant quinze (15) ministres du tourisme lors de la 18e session de l’Assemblée générale de l'OMT, tenue du 2 au 9 octobre 2009 à Astana, au Kazakhstan. Elle est une réponse à la Feuille de route pour la relance, rédigée et adoptée lors de cette assemblée générale de l’OMT d’octobre 2009. La Feuille de route pour la relance est un manifeste sur la façon dont le tourisme et les voyages peuvent être un véhicule primordial pour la création d'emplois, l’amélioration du développement, la promotion du commerce, la reprise économique et la transition vers une économie plus verte. Le message au cœur de la Feuille de route, est repris par le T20 devant des instances de haut niveau comme le G20.
Le T20 veut défendre la valeur du tourisme dans les stratégies de reprise économique. Les ministres du tourisme veulent ainsi parler de manière coordonnée sur un certain nombre de questions mondiales, convaincus de l'importance des contributions directes et indirectes du secteur du tourisme à la reprise économique mondiale, et de son rôle crucial en faveur de la croissance et de l'emploi.

## Objectifs du T20
Le T20 poursuit les cinq objectifs suivants :
- Faire du tourisme un moteur du changement économique, social et environnemental.
- Explorer le potentiel pour le tourisme et les voyages pour soutenir la reprise économique ainsi que la transformation à long terme pour une économie verte.
- Mieux articuler et communiquer les arguments économiques et de développement pour le tourisme.
- Intégrer les voyages et la voix du secteur du tourisme dans l'agenda mondial en construisant une voix plus efficace pour le secteur du tourisme.
- Mobiliser un effort collectif entre les ministres du tourisme vers la construction d'un cadre pour une politique touristique susceptible d’aider les pays ainsi que les politiques internationales de développement.

## Rencontre informelle en 2009
Le T20 tire son origine d’une réunion informelle des ministres du tourisme tenue à Astana, Kazakhstan, le 7 octobre 2009, lors de l'Assemblée générale de l'OMT. À cette occasion, ils ont exprimé leur sentiment que le tourisme devrait être davantage intégré dans les prises de décision économique mondiale.
Un thème commun qui est ressorti de cette réunion informelle était que le tourisme est un pilier important des efforts pour débloquer la croissance économique, le développement des infrastructures, la promotion du commerce, de l'éradication de la pauvreté et la création d'emplois.

## Première rencontre en 2010
La première rencontre du T20 a eu lieu les 23 et 24 février 2010, à Johannesburg, République d’Afrique du Sud, sous le thème : « Voyage et tourisme : stimuli pour l’économie mondiale ».
Furent présents les ministres du tourisme et les représentants des pays membres du G20 suivants : l’Argentine, l’Australie, le Brésil, le Canada, la Chine, l’Union européenne, la France, l’Allemagne, l’Inde, l’Indonésie, l’Italie, le Japon, le Mexique, la République de Corée, la République de la Turquie, la Russie, l’Arabie saoudite, l’Afrique du Sud, et l’Espagne (Présidence de l’Union européenne).
La réunion a été enrichie par les contributions expertes des organisations internationales suivantes : l’Organisation internationale du travail (OIT), le World Travel and Tourism Council (WTTC), le Programme des Nations unies pour l'environnement (PNUE), la Commission économique et sociale pour l'Asie et le Pacifique (CESAP) et le Centre du commerce international (CCI).
À cette occasion, les ministres ont adopté la déclaration suivante, destinée aux membres du G20 : « Le tourisme peut contribuer de façon importante aux initiatives menées par le G-20 pour une croissance partagée après la crise, en particulier pour ce qui est de la création d’emplois au niveau mondial et du programme de développement. Le secteur du tourisme est prêt pour travailler à la réalisation des objectifs communs d’une croissance solide, durable et équilibrée. »

## Deuxième rencontre en 2010
La deuxième rencontre du T20 a eu lieu du 11 au 13 octobre 2010 à Buyeo, dans la province de Chungcheong du Sud, en République de Corée (Corée du Sud).
Ce sommet des ministres du touriste a rassemblé 100 participants, 18 délégations des pays membres et 6 organisations internationales incluant l’Organisation mondiale du tourisme (OMT), la Commission européenne et l’Organisation internationale du travail (OIT).
À cette occasion, les discussions ont porté essentiellement sur la création d’un indice pour analyser le secteur touristique, les stratégies de l’industrie du tourisme et sa contribution au développement durable et équilibré.

## Troisième rencontre en 2011
La troisième rencontre du T20 a eu lieu le 25 octobre 2011 à Paris, en France, sous la présidence de Frédéric Lefebvre, secrétaire d'État chargé du Tourisme en France.
Furent présents les ministres du tourisme et les chefs de délégation des pays suivants : Afrique du Sud, Allemagne, Arabie saoudite, Argentine, Australie, Brésil, Chine, Espagne, France, Inde, Indonésie, Italie, Japon, Mexique, République de Corée, Royaume-Uni, Russie, Turquie, Union européenne.
Les organisations internationales suivantes étaient aussi présentes : Organisation internationale du travail (OIT), Organisation pour la coopération et le développement économique (OCDE), Conférence des Nations unies sur le commerce et le développement (CNUCED), Organisation mondiale du tourisme (OMT) et le World Travel and Tourism Council (WTTC).
À cette occasion, les ministres ont adopté une déclaration dans laquelle ils invitent les membres du G20 à inscrire « l'importance et l'impact du tourisme comme thème de discussion lors des sommets des prochaines années », compte tenu de « l'important potentiel économique et social du tourisme pour l'économie mondiale, pour l'emploi et le développement durable ».
Troisième sommet des Ministres du Tourisme des pays du G20 sur le site Veilleinfotourisme: Galerie de photographies, le rapport sur l'impact indirect du tourisme de Professeur François Vellas, les discours des ministres du tourisme et la déclaration finale.

## Quatrième rencontre en 2012
La prochaine rencontre aura lieu en mai 2012 au Mexique.[Quoi ?]